# Guiliovo
Guiliovo (en rus: Гилёво) és un poble del krai de l'Altai, a Rússia, que el 2016 tenia 935 habitants. Pertany al districte de Lóktevski.